# Лемпино
Лемпино — село в Нефтеюганском районе Ханты-Мансийского АО России, административный центр и единственный населённый пункт сельского поселения Лемпино. Площадь муниципального образования — 3519,75 га.
Расстояние до административного центра — города Нефтеюганска — 112 км.

## Население
| 2008 | 2010 | 2012 | 2013 | 2014 | 2015 | 2016 |
| ---- | ---- | ---- | ---- | ---- | ---- | ---- |
| 496  | ↘493 | ↘483 | ↘459 | ↗466 | ↘441 | ↘427 |
| 2017 | 2018 | 2019 | 2020 | 2021 |      |      |
| ↘391 | ↗393 | ↗398 | ↘387 | ↗606 |      |      |

Численность населения по состоянию на 01.01.2008 г.
| № | состав населения                                            | кол-во жителей (чел.) |
| - | ----------------------------------------------------------- | --------------------- |
| 1 | дошкольного возраста (до семи лет)                          | 51                    |
| 2 | школьники (от семи до семнадцати лет)                       | 80                    |
| 3 | молодёжь (до тридцати лет)                                  | 96                    |
| 4 | среднего возраста (от тридцати лет до пенсионного возраста) | 164                   |
| 5 | пенсионного возраста                                        | 105                   |
| 6 | Численность населения всего:                                | 496                   |

## Экономика
- Община владельцев родовых угодий «ИМЭНВЕЛ», деятельность — охота, рыболовство, заготовка древесины, сбор дикоросов.

## Достопримечательности
- Памятник ветеранам ВОВ.